# Cancer Bats

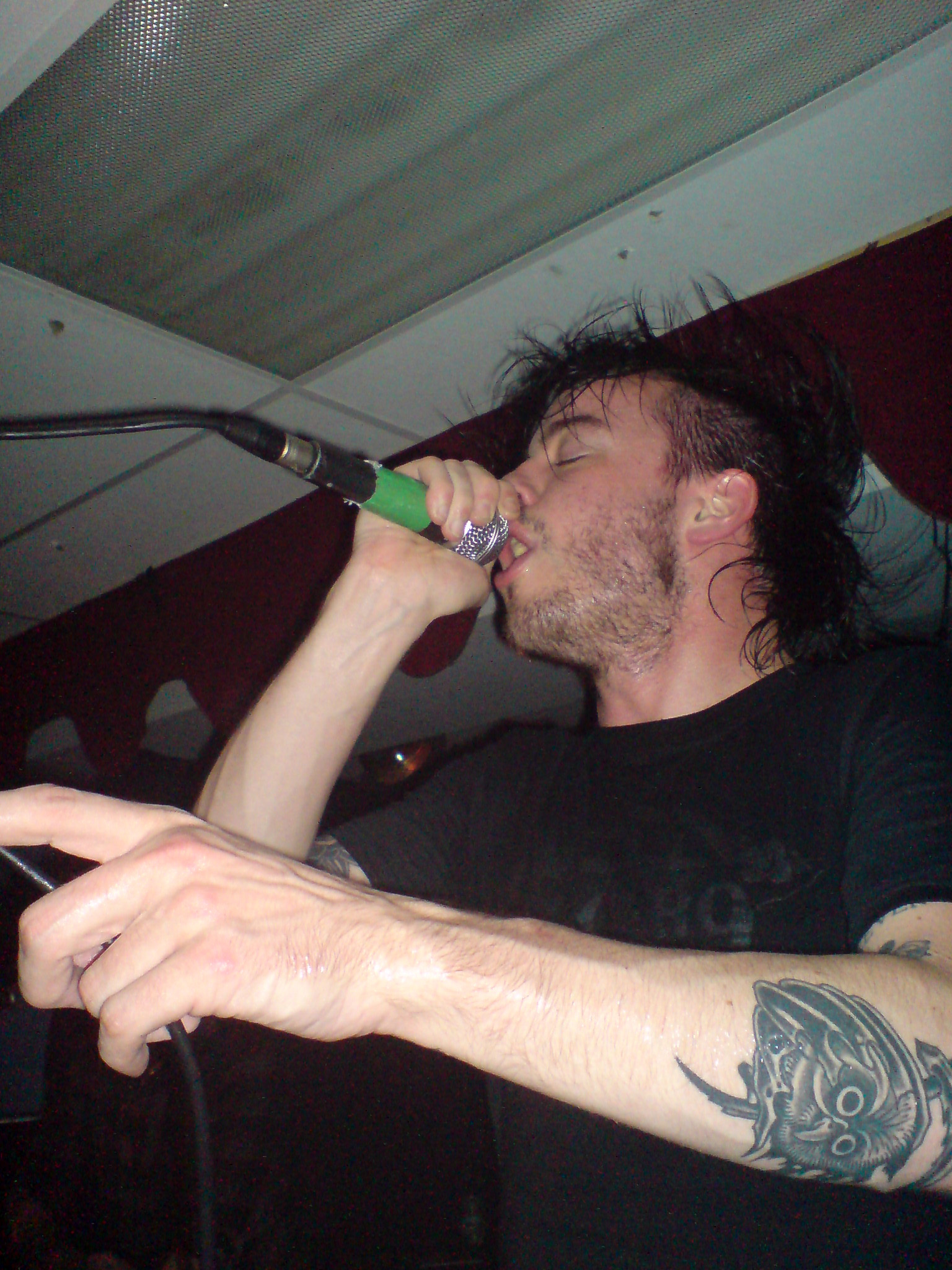
Zanger Cormier in 2008 in Barcelona

Cancer Bats is een Canadese band die een combinatie van hardcore, southern rock en punkrock speelt. Ze zijn afkomstig uit Toronto. De band werd opgericht in 2004.

## Bezetting

### Huidige bezetting
- Liam Cormier - Zanger
- Scott Middleton - Gitarist
- Jason Bailey - Bassist
- Mike Peters - Drummer

### Voormalige bandleden
- Andrew McCracken - Bassist
- Joel Bath - Drummer

## Biografie
Cancer Bats is gevormd in mei 2004 met als doel een mengeling van Refused, Black Flag, Led Zeppelin en Down te spelen. Ze brachten al in januari 2005 hun eerste demo uit. Al snel besefte de band dat, om beter te worden, hun drummer Joel Bath gewisseld moest worden. In Canada konden ze dan ook spelen met Every Time I Die, Alexisonfire, Haste The Day, Bane, Comeback Kid, This Is Hell en Misery Signals. Hierna gingen ze toeren in de Verenigde Staten en Canada.
In juni 2006 brachten ze hun eerste plaat Birthing the Giant uit. Ze kregen hiermee behoorlijk wat belangstelling van de pers, zowel in de Verenigde Staten als Europa. Zo konden ze in Canada spelen met NOFX en Silverstein. Daarnaast toerden ze door Europa met Alexisonfire. Ook speelden ze tijdens een tournee samen met Bullet for My Valentine. 
Onlangs verliet bassist Andrew McCracken de band en werd hij vervangen door Jason Bailey.

## Discografie

### Albums
- Birthing the Giant - 2006
- Hail Destroyer - 2008
- Bears, Mayors, Scraps & Bones - 2010
- Dead Set on Living - 2012
- Searching for Zero - 2015
- The Spark That Moves - 2018